# Rustam Inoyatov
Rustam Rasulovich Inoyatov (russisch Рустам Расулович Иноятов Rustam Rassulowitsch Inojatow, geboren am 22. Juni 1944 in Sherobod, Provinz Surxondaryo, UsSSR, Sowjetunion) ist ein usbekischer Regierungsbeamter, Generaloberst (seit 1999) und ehemaliger Chef des Nationalen Sicherheitsdienstes von Usbekistan (1995–2018).

## Werdegang
Inoyatov studierte an der Fakultät für iranische Philologie der Staatlichen Universität Taschkent (heute Nationale Universität Usbekistan) und wurde nach dem Abschluss 1968 zur Armee einberufen, wo seine KGB-Karriere begann. Am Anfang bekleidete Inoyatov unterschiedliche Positionen in republikanischen Gremien, wechselte jedoch später in die Hauptdirektion des KGB, die hauptsächlich für Auslandsnachrichtendienste zuständig war. Von 1976 bis 1981 war er unter einem diplomatischen Deckmantel in Afghanistan tätig.
1995 ernannte Präsident Usbekistans Islom Karimov Inoyatov zum Vorsitzenden des Nationalen Sicherheitsdienstes (UNS) des Landes. Er katapultierte sich in kürzester Zeit zur Schlüsselfigur im Karimovs autoritären Staatsapparat. Einst als Nachfolger von Karimov ausgehandelt, wurde Inoyatov wegen seines großen Einflusses oft als „grauer Kardinal“ bezeichnet. Steve Swerdlow, ein Zentralasienforscher von Human Rights Watch, beschreibt Inoyatov als eine der rücksichtslosesten politischen Figuren, die für den Aufbau eines der gefürchtetsten und berüchtigtsten Sicherheitsdienste im postsowjetischen Raum verantwortlich sei. Der von ihm angeführte USB beschäftigte ein weitläufiges Netz von geheimen Agenten, die nicht nur die Bevölkerung, sondern selbst die Regierungsmitglieder ausspionierte.
Im Massaker von Andijon 2005 schossen die Einheiten des UNB wahllos auf Demonstranten, die gegen das Regime protestiert hatten. Offizielle Angaben sprachen von 187 Getöteten, wogegen inoffizielle Quellen die Zahl der Todesopfer auf 1500 bezifferten. Als Reaktion darauf belegte die Europäische Union Inoyatov und weitere hochrangige usbekische Funktionäre mit Einreiseverbot. Von der schwarzen Liste wurde Inoyatov allerdings 2008 gestrichen und konnte wenige Wochen später nach Deutschland reisen.
Es wird vermutet, dass Inoyatov auch hinter den verheerenden Bombenexplosionen in Taschkent 1999 steht.
Am 31. Januar 2018 enthob das usbekische Staatsoberhaupt Shavkat Mirziyoyev per Dekret Inoyatov seines Amtes und ernannte ihn stattdessen zum neuen Berater des Präsidenten.